# Överhandsknop

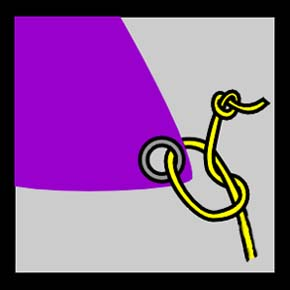
Två överhandsknopar

Överhandsknop är en enkel knop, användbar till exempel som stoppknop. Knopen görs på en lina genom att göra en törn (halvslag) och trä änden (tampen) genom öglan.  Hårt åtdragen kan den vara mycket svår att öppna.
Knopens hållfasthet är endast 45 procent, det vill säga att linan eller tågvirket tål knappt halva normala belastningen innan den riskerar att gå av vid knopen. Slagen i ögla ökas hållfastheten med 5–15 procentenheter.